# Distretto di Sung Noen
Il distretto di Sung Noen (in thailandese: สูงเนิน) è un distretto (amphoe) della Thailandia, situato nella provincia di Nakhon Ratchasima.